# Aberdeen, Mississippi
Aberdeen är en stad (city) som är administrativ huvudort i Monroe County i Mississippi i USA.
Aberdeen grundades 1834 och fick stadsprivilegier 1837 (som town). Orten har fått sitt namn efter Aberdeen i Skottland.
Vid 2020 års folkräkning hade Aberdeen 4 961 invånare.

## Kända personer
- Stephen Adams, politiker
- Bukka White, musiker